# Kerbal Space Program
Kerbal Space Program (KSP) – komputerowa gra symulacyjna wyprodukowana przez studio Squad i wydana 27 kwietnia 2015. Celem gry jest kierowanie własnym programem kosmicznym: budowanie, wysyłanie samolotów i rakiet w przestrzeń kosmiczną.
W 2011 roku wydano wersję wczesnego dostępu. Kerbal Space Program otrzymał pozytywne opinie na stronach o grach komputerowych, wskazujące na oryginalność symulatora.
Redakcja magazynu „PC Gamer UK” w 2015 roku przyznała grze 17. miejsce na liście najlepszych gier na PC. Kerbal Space Program uzyskało 88 punktów metascore na platformie Metacritic.

## Rozgrywka
Gra pozwala graczom budować i wysyłać swoje rakiety w przestrzeń kosmiczną. Rakiety są zbudowane z gotowych modułów (części), takich jak silniki, skrzydła, koła, zbiorniki z paliwem i stateczniki. Dodatkowe moduły, takie jak gotowe łaziki lub broń, mogą zostać dodane do gry przez modyfikacje. Gracz ma do wyboru jeden z trzech trybów rozgrywki: „sandbox”, „science” oraz „career”. Sandbox umożliwia korzystanie ze wszystkich części dostępnych w Kerbal Space Program. Jest to tryb swobodnego budowania, w którym gracz nie jest ograniczony niczym poza swoją wyobraźnią i fizyką gry. Tryb „science” wprowadza możliwość zdobywania punktów nauki. Dzięki temu można przeprowadzać badania, które pozwalają odblokowywać kolejne gałęzie drzewka technologii i co za tym idzie nowe części rakiety. Tryb kariery umożliwia rozgrywkę najbardziej zbliżoną do rzeczywistego programu kosmicznego. Poza opcjami dostępnymi w trybie „science”, dostępne są kontrakty i fundusze umożliwiające graczowi konstruowanie statków i rozbudowę kompleksu startowego.
W grze znajduje się aktualnie 17 ciał niebieskich. Kerbin to planeta podobna do Ziemi, z której odbywa się start rakiety gracza. Istnieją też dwa księżyce, które wokół niej krążą: Mun i Minmus. W wersji 0.14 dodana została obsługa trwałego świata: każdy obiekt, który osiągnął stabilną orbitę, zostanie zapisany, a jego położenie jest obliczane równolegle z innymi statkami. Budynek naziemnej stacji śledzenia pozwala graczowi kontynuować dowolny trwający lot, przełączać się między niektórymi z tych lotów, cofać je, a także obserwować kosmiczne śmieci.

## Produkcja
Od wersji 0.14.1 gra posiada własne API, które pozwala tworzyć nowe moduły i dodawać nowy kod. Rozszerza on podstawową grę, pozwalając dodawać nowe funkcje bez modyfikacji istniejącej części gry. Dodatki są napisane, tak jak podstawowa wersja gry, w języku C#.